# Kentavros, Xanthi
Kentavros este un sat muntos din Periferia Xanthi cu o populație în 2021 de 2.448 de locuitori și aflat la o altitudine de 700 de metri  .

## Geografie - Istorie
Kentavros este situat la 26 km de Xanthi și la 13 km de Sminthis (reședința municipalității Myki). Este cea mai mare așezare din punct de vedere al populației din municipalitatea Myki și este cel mai mare sat de pomaci din Pomakochoria din Grecia. Locuitorii săi sunt angajați în cultivarea tutunului și a soiului „basma”. În anii '70 mulți tineri au emigrat și au devenit meșteri, mineri sau constructori. Vechiul său nume din perioada otomană era Ketenlik.
Potrivit Programului „Kallikratis”, Kentavros aparține municipalității Myki și, conform recensământului din 2011, avea o populație de 2.580 de locuitori.